# Eulophophyllum thaumasium
Eulophophyllum thaumasium är en insektsart som beskrevs av Morgan Hebard 1922. Eulophophyllum thaumasium ingår i släktet Eulophophyllum och familjen vårtbitare. Inga underarter finns listade i Catalogue of Life.